# رعد 200
رعد 200 هو قاذف صواريخ متعددة ذاتية الحركة مدرعة مصرية عيار 122 ملم، تم الكشف عنه في معرض إيديكس مصر 2023 الذي نظمته الهيئة القومية للإنتاج الحربي المصرية .  

## تصميم
المركبة رعد 200 هي مركبة مجنزرة مجهزة بخمسة مسارات على كل جانب، ومصممة لمختلف أنواع العمليات وتم تطويرها بواسطة الهيئة القومية للإنتاج الحربي في مصر.  
من أبرز ميزاتها نظام تسليحها، وهو قاذف صواريخ يُعزز قدراتها الهجومية بشكل كبير. تتسع المركبة لسائق ومقعدين إضافيين. يُبرز هذا التصميم دورها كأداة قتالية قوية في ساحة المعركة.  
يبلغ طول مركبة رعد 200 نحو 6.5 أمتار، وعرضها 2.85 متر، وارتفاعها 3.1 أمتار. وبفضل خلوصها الأرضي البالغ 400 ملم، يمكنها اجتياز التضاريس الوعرة. كما تبلغ كتلتها القتالية 18,580 كجم (18.58 طن)، ووزنها الفارغ 16,600 كجم (16.60 طن)، مما يسمح لها بحمل حمولة وزنها 1,980 كجم (1.98 طن).  
يمكن أن تصل إلى أقصى سرعة تبلغ 46 كم/ساعة ويمكنها التعامل مع التدرجات حتى 35 درجة ومنحدرات جانبية من 25 درجة. بالإضافة إلى ذلك ، يبلغ عمق التمديد 1.1 متر وحد أدنى لنصف قطر الدوران البالغ 1.2 متر ، مما يبرز قدرته على المناورة في بيئات مختلفة. كما أن لديها نطاق تشغيلي يبلغ 400 كم. 
تستمد السيارة قوتها من محرك ديزل رباعي الأشواط مُبرّد بالسائل ومُزوَّد بشاحن توربيني، المصنوع في ألمانيا والمُجمّع في الصين، وهو الجزء الوحيد في النظام غير المُوَفَّر في مصر، حيث يُنتَج 80% من محرك رعد 200 محليًا. يُولِّد هذا المحرك، المُكوَّن من ست أسطوانات متتالية، قوة 385 حصانًا عند 2000 دورة في الدقيقة. وهو مُزوَّد بقابض جاف متعدد الصفائح وعلبة تروس ميكانيكية بخمس سرعات، مع ترس خلفي واحد.  
يستخدم نظام التعليق في دراجة رعد 200 عشرة قضبان التواء مع أربعة ممتصات صدمات. المسار مصنوع من الفولاذ مع آلية تعديل مصممة خصيصًا لضمان المتانة والقدرة على التكيف. يتضمن نظام الفرامل آليات أسطوانة وحزام، ويعمل النظام الكهربائي بجهد 24 فولت وبطاريتين.  

## تسليح
من أهم مميزات نظام رعد 200 مواصفات منصة الإطلاق. فهو يستخدم منصة الإطلاق من طراز بي إم-21 غراد /بي اس-45، القادرة على الوصول إلى مدى يصل إلى 45 كم. تتضمن منصة الإطلاق صفيحة قاعدة مزودة بقرص دوار ومحور حلزوني، مما يوفر نطاق حركة واسعًا - 55 درجة رأسيًا و60 إلى 100 درجة أفقيًا. يتيح هذا النظام إطلاق 30 صاروخًا بسرعة فائقة خلال 15 ثانية.  
الصواريخ المستخدمة هي من نوعي غراد وصقر، بقطر 122 ملم وطول 2870 ملم. تتضمن وحدة التحكم في الإطلاق تحكمًا آليًا بمحركين مؤازرين. تشمل الميزات الإضافية لـ رعد 200 أذرعًا خلفية لتحقيق الثبات، ونظامًا لطي المقصورة للتكيف، ونظام تكييف هواء لراحة الطاقم، ومعدات اتصال شاملة.  
مُجهَّز بنظام تحكم عن بُعد يُوفِّر الحماية للطاقم. يُمكن إطلاق القاذفة في وضع إطلاق واحد أو متعدد. 

## مشغلين
مصر